# Ameiva corax
L'Ameiva di Censky (Ameiva corax Censky & Paulson, 1992) è una specie di lucertola della famiglia Teiidae, endemica della piccola isola disabitata di Little Scrub, vicino alla costa di Scrub Island nel territorio di Anguilla. La popolazione è in crescita a causa dell'isolamento e dell'assenza di attività umana sul territorio.
È una specie melanistica, nelle sue colorazioni scure ricorda l'Ameiva atrata e l'Ameiva corvina, altre specie dello stesso genere presenti sulle isole caraibiche. Si suppone che questo sia dovuto ad un adattamento indipendente a condizioni ambientali simili.